# Rustverbruik
Rustverbruik is de hoeveelheid energie die een woning of bedrijfspand verbruikt op het moment dat het pand "in diepe rust" is. De energie die verbruikt wordt op het moment dat alles wat niet nodig is uit staat. Voor de meeste huishoudens en bedrijfspanden is dat tussen 1:00 en 5:00 uur 's nachts. Alle bewoners of gebruikers slapen of zijn afwezig en er wordt geen gebruik gemaakt van bijvoorbeeld verwarming, verkoeling of verlichting. Het is een indicator voor inefficiënte energieverspilling. Het gaat gemiddeld om ongeveer 8% van het totale energieverbruik.

## Sluipverbruik
Het rustverbruik lijkt op sluipverbruik, maar verschilt hiervan iets. Sluipverbruik kan naar 0% teruggedrongen worden omdat deze energie niet nuttig verbruikt wordt. Dit is bijvoorbeeld de energie voor een vloerverwarmingspomp die 24 uur per dag 365 dagen per jaar draait, maar waarvan bijvoorbeeld het leidingnetwerk is afgekoppeld van het verwarmingssysteem na een verbouwing. De opgewerkte energie wordt nutteloos verbruikt. Vaak hoeven deze pompen ook als ze wel zijn aangekoppeld geen 24 uur per dag te draaien.